# Douglas Fox (musicus)
Douglas Gerard Arthur Fox (Putney, 12 juli 1893 –  Bristol, september 1978) was een Engels pianist, organist en muziekpedagoog.
Fox werd geboren in een muzikaal gezin, vader speelde viool en cello, moeder piano. Het is mogelijk dat zijn moeder een verre verwant is van Thomas Ravenscroft. In 1902 verhuisde het gezin naar Bristol. Fox kon toen als vroege pre-leerling aanschuiven bij het Clifton College. Fox kon echter zo goed van blad lezen, dat hij verder moest. Fox trad toen ook al op en tijdens een van de concerten viel het talent op bij Charles Villiers Stanford. Ook op het orgel kon hij al goed spelen en dat leverde hem een beurs op van 24 Britse ponden per jaar op. Hij volgde tussen 1907 en 1910 lessen aan het Clifton College. Verdere opleiding kreeg hij aan het Royal College of Music. Van 1912-1915 studeerde hij muziekwetenschappen aan het Keble College in Oxford, waar hij als Organ Scholar tevens leiding gaf aan de muziek in de kapel. In eerste instantie hoefde hij niet naar het slagveld van de Eerste Wereldoorlog. In 1917 was hij toch te vinden in de loopgraven van Vlaanderen en Frankrijk verloor hij op 27 augustus 1917 was zijn rechterarm vanaf de elleboog zo beschadigd, dat dat deel geamputeerd moest worden. Zijn loopbaan als uitvoerende musicus was in één klap voorbij. Twee vooraanstaande componisten Charles Hubert Parry en opnieuw Stanford waren verbijsterd over deze teloorgang. Stanford raadde een loopbaan als dirigent aan, leraar/collega Hugh Allen speelde als eerbetoon het Evensong alleen met de linkerhand.
In het militair hospitaal in Bournemouth herstelde ook zanger Hubert Heyner en er was een piano die voor de gezamenlijke ontspanning zorgde. In 1918 of 1919 zond Frank Bridge hem zijn Drie improvisaties voor de linkerhand om te oefenen. Ook mocht Fox gebruikmaken van het plaatselijk kerkorgel. Vervolgens werd hij Directeur Muziek van het Bradford College (1918-1930).  In 1922 was hij dirigent van het Newbury symfonieorkest. Van 1931 tot 1957 was hij hoofd muziek aan het Clifton College en moest tijdens de Tweede Wereldoorlog het instituut tweemaal verhuizen, in 1941 naar Bude in Cornwall en in 1945 weer terug naar Bristol. In 1953 kreeg hij de onderscheiding O.B.E. Fox overleed in september 1978. Op 14 oktober 2011 wijdde het Clifton College nog een concertavond aan hem, 80 jaar na zijn aantreden. 
- International Standard Name Identifier: 0000 0000 4352 2627
- Library of Congress Control Number: no93021752
- MusicBrainz: dc74aa03-eec5-4a04-a088-c4a6aca5dc37
- Nationale Bibliotheek van Israël: 987007457798805171
- Nederlandse Thesaurus van Auteursnamen: 120127954
- Système universitaire de documentation: 100940552
- Trove: 1533155
- Virtual International Authority File: 34029405
- WorldCat: E39PBJqVYcDP6vjhQbdJ9XXKh3